# 美威獅鬼軍
美威獅鬼軍（びいしきぐん）は、東京女子プロレスで結成されたユニットである。本項目では、後継ユニットであるSIN美威獅鬼軍（しんびいしきぐん）及びNEO美威獅鬼軍（ネオびいしきぐん）についても記載する。
　

## 歴史
2015年
- 2月28日、東京女子プロレス・王子BASEMENT MONSTAR大会にて東京女子にレギュラー参戦中であった清水愛と赤井沙希のシングルマッチが行われた。同大会のエンディングにて赤井と清水が「東京女子の低い美意識を叩き直す」として結託[1]。
- 3月22日、東京女子プロレス・王子BASEMENT MONSTAR大会にて美威獅鬼軍としての初陣。山下実優＆KANNA組に勝利。試合後、黒いコスチュームの赤井はKANNAを美威獅鬼軍に勧誘する。
- 4月18日、東京女子プロレス・王子BASEMENT MONSTAR大会にてKANNAが山下実優に敗北。試合後、美威獅鬼軍はKANNAを再度勧誘。止める山下に大家さんを決め、KANNAが美威獅鬼軍に加入。
- 8月8日、第2回東京プリンセスカップの優勝者・中島翔子が優勝賞品である大会プロデュース権を放棄、赤井とのシングルマッチを要求。
- 9月22日、東京女子プロレス・新宿FACE大会で赤井VS中島のシングルマッチで赤井が東京女子プロレス参戦以後初の敗北。
- 10月12日、東京女子プロレス・北沢タウンホール大会にて赤井が東京女子プロレス撤退を宣言。清水は本隊に復帰、KANNAは「ひとり美威獅鬼軍」となる。

2016年
- 4月2日、東京女子プロレス・春日部ふれあいキューブ大会でレギュラー参戦を終える清水愛の「願わくば、最後にもう一度沙希様に会いたかったなって」との言葉に応え赤井が登場。ボーナストラックとして6人タッグマッチ・赤井＆KANNA＆清水組VS山下＆中島＆坂崎ユカ組が行われた。
- 9月22日、東京女子プロレス・新宿FACE大会のKANNA卒業マッチにて赤井＆KANNA＆清水組VS中島＆ミウラアカネ＆黒音まほ組が行われた。
- 12月10日、東京女子プロレス・春日部ふれあいキューブ大会のエンディングに赤井が登場。新たな美威獅鬼軍の始動を示唆。

2017年
- 1月4日、東京女子プロレス・後楽園ホール大会にて赤井の「ファビュラスなパートナー」である8歳のメイド・マーサが登場。SIN美威獅鬼軍の始動を宣言。また、「美威獅鬼軍を率いる赤井沙希によく似た黒いコスチュームの女子レスラー」の本名が「沙希様」であることが判明。
- 3月25日、SIN美威獅鬼軍と抗争を繰り広げていた辰巳リカが黒音まほをパートナーに「どらごんぼんば〜ず」を結成。
- 6月4日、東京女子プロレス・新宿FACE大会でのどらごんぼんば〜ずとのユニット解散マッチに敗北。主治医のドクター林により沙希様が「大勢の人前では言いにくい病気」により先が短いことが判明。急遽帰仏となる。
- 7月15日、東京女子プロレス・横浜ラジアントホールのオープニングに沙希様とマーサが登場、NEO美威獅鬼軍の結成を宣言。甲田哲也が代表を務める団体でNEOというネーミングはいかがなものかと訝しむ前説担当のハイパーミサヲに沙希様は「私がケッテーとでも言うと思って？」と返答。甲田も問題なしとして了承。また、本調子ではない沙希様の助っ人として新たな主治医である闇医者のユキオ・サンローランが登場。
- 8月26日、東京女子プロレス・後楽園ホール大会にて辰巳・黒音・越中詩郎のどりーむどらごんぼんば〜ずにNEO美威獅鬼軍が敗北。
- 11月23日、東京女子プロレス・新宿FACE大会にて沙希様が滝川あずさに勝利。滝川がユキオ・サンローランにより拉致される。
- 12月10日、東京女子プロレス・新木場1stRing大会にて洗脳されたアズサ・クリスティが初登場。

2018年
- 2月10日、東京女子プロレス・練馬Coconeriホール大会のメインイベント・TOKYOプリンセスタッグ王座選手権試合にて沙希様＆アズサ組が初代王者・みらクりあんず（中島翔子＆坂崎ユカ組）に勝利。第2代王者となる。
- 3月3日、東京女子プロレス・成城ホール大会にてBRAVE☆MATES（優宇＆のどかおねえさん組）とのTOKYOプリンセスタッグ王座選手権試合にて初防衛。
- 3月21日、東京女子プロレス・板橋グリーンホール大会にて山下実優＆小橋マリカ組とのTOKYOプリンセスタッグ王座選手権試合にて2度目の防衛。
- 3月25日、DDT・両国国技館大会の東京女子プロレス提供試合にて世志琥様が初登場。
- 5月3日、東京女子プロレス・後楽園ホール大会にてマッスルJK（才木玲佳＆小橋マリカ組）とのTOKYOプリンセスタッグ王座選手権試合にて敗北、王座陥落。
- 5月5日、東京女子プロレス・板橋グリーンホール大会に上福ゆきがメンバー入りを志願し「見習い」となる[2]。
- 5月19日、東京女子プロレス・北沢タウンホール大会にて上福が「一旦キャンセルで」と言い放ちメンバー入り志願を取り下げた[3]。
- 7月21日、東京女子プロレス・新木場1stRing大会にてアズサとマーサの仲違いが発生。次回新宿FACE大会にて対戦することとなる。
- 8月4日、東京女子プロレス・新宿FACE大会にてアズサ＆ユキオVS沙希様＆マーサ。試合終了後沙希様はアズサを「一人の立派なレディになった」と称賛しNEO美威獅鬼軍からの独り立ちを促す言葉をかけ退場。残されうろたえるアズサの元に婚勝軍のパートナーであったのの子が現れ、結婚情報誌を手渡し「あなたの夢はアナウンサーになること、そして結婚することでしょうが！」の言葉に記憶を取り戻す。直後、結婚情報誌を頭に落とし失神。
- 10月27日、東京女子プロレス・新木場1stRING大会にて滝川あずさの卒業試合として行われた所属及び定期参戦選手全員と戦う1対16の3本勝負において沙希様が緊急来日、一騎打ちとなり2本目を取る。

2019年
- 2月23日、東京女子プロレス・新宿FACE大会でハイパーミサヲが辰巳リカに敗戦後、沙希様に「強くなるためだったらすべて捨ててもいい。あなたの強さを教えてください」と共闘を懇願し、覚悟の証としてマスクを自ら切り裂いた[4]。
- 3月10日、東京女子プロレス・名古屋市露橋スポーツセンター大会にてハイパーミサヲ改め操が初登場。
- 6月8日、東京女子プロレス・新木場1stRing大会にて沙希様＆操組がmagical sugar rabbits（瑞希＆坂崎ユカ組）とのTOKYOプリンセスタッグ王座選手権試合に勝利、第5代王者となる。
- 7月13日、東京女子プロレス・日本ガイシスポーツプラザ大会にて爆れつシスターズ（天満のどか＆愛野ユキ組）とのTOKYOプリンセスタッグ王座選手権試合にて初防衛。
- 8月25日、東京女子プロレス・後楽園ホール大会にて桃色スパークリング（山下実優＆渡辺未詩組）とのプリンセスタッグ王座選手権試合にて2度目の防衛。同日、フォトブック「バラベルサイユ」を発売。
- 10月19日、東京女子プロレス・両国KFCホール大会にて上福ゆき＆白川未奈組とのプリンセスタッグ王座選手権試合にて3度目の防衛。
- 11月3日、DDT・両国国技館大会にて白昼夢（辰巳リカ＆渡辺未詩組）に敗北、王座陥落。
- 11月30日、東京女子プロレス・横浜ラジアントホール大会にて操が辰巳リカとのエニウェアフォールマッチに敗北、抗争を繰り広げていた辰巳とグータッチを交わす。辰巳は「後悔のない道を選ぶなら応援するから」と操に選択を委ね、操は差し出されたヒーローマスクに手を伸ばしかけるが沙希様が制止、制裁マッチの実施を言い渡す。
- 12月7日、東京女子プロレス・ベルエポック美容専門学校第2校舎ホール大会にて沙希様VS操のシングルマッチ。沙希様が勝利するも「勝手にしなさい」とヒーローマスクを返却。操は沙希様にこれまでの感謝を述べ握手を交わしたがハイパーミサヲ時代の定番ムーブであった握手からのガットショットで高らかにハイパーミサヲ復活を宣言した。沙希様はミサヲを蹴り返し薔薇の儀仗を預けたまま去っていった。

2020年
- 7月30日、DDT・新宿FACE大会「ビアガーデンっぽいプロレス2020【DAY1】」の赤井沙希プロデュースマッチにて沙希様とユキオによるNEO美威獅鬼軍新メンバー公開オーディションが開催。参加メンバーはマーガレット☆オオワシ、フランソワーズ☆イハシ、ピラコ＝平田一子、ジェネリックマーサ、樋口和子、Ｘ＝黒潮“カワイイ”じろ子。敢え無く全員落選となる。
- 11月14日、東京女子プロレス・新木場1stRing大会にて沙希様が汐凛セナとのシングルマッチに勝利。次大会での新パートナーＸの投入を予告。
- 11月20日、東京女子プロレス・新宿FACE大会にて沙希様の新パートナーである見習いメイド・メイ・サン＝ミッシェルが初登場。

2021年
- 4月17日、東京女子プロレス・後楽園ホール大会にて沙希様＆メイ組が爆れつシスターズとのプリンセスタッグ王座選手権試合に勝利、第8代王者となる。
- 5月4日、東京女子プロレス・後楽園ホール大会にてBeeStar（舞海魅星＆鈴芽組）とのプリンセスタッグ王座選手権試合にて初防衛。
- 5月26日、YoutubeのDDT・東京女子・ガンプロリモートサイン会専用チャンネルにて初のインターネットサイン会を配信。進行はハコニャック伯夫人。
- 6月17日、東京女子プロレス・後楽園ホール大会にて121000000（山下実優＆伊藤麻希組）とのTOKYOプリンセスタッグ王座選手権試合にて2度目の防衛。現プリンセス・オブ・プリンセス王者の山下から直接勝利した沙希様はプリンセス・オブ・プリンセス王座の選手権試合開催を要求。
- 6月26日、東京女子プロレス・両国KFCホール大会にて沙希様が山下実優とのプリンセス・オブ・プリンセス王座選手権試合に敗北。
- 7月13日、チョコレートプロレス・市ヶ谷チョコレート広場大会にて沙希様＆メイ組が無意識軍(さくらえみ＆水森由菜)に勝利。
- 10月9日、東京女子プロレス・大田区総合体育館大会にてmagical sugar rabbitsに敗北、王座陥落。
- 10月23日、東京女子プロレス・新木場1stRing大会の試合終了後に帰仏を宣言。

2022年
- 1月15日、東京女子プロレス・新宿FACE大会にて沙希様から届いた書簡を難波小百合リングアナが代読。沙希様＆メイ組が2月11日の後楽園ホール大会にて復帰することが発表される。
- 2月11日、東京女子プロレス・後楽園ホール大会にて沙希様＆メイ組が復帰戦(対らく＆原宿ぽむ組)に勝利。試合後、「おちゃんこ鍋が食べたい」とのメイの願望を叶えるため、沙希様が3月19日の両国国技館大会へのフルメンバー参戦を表明。
- 3月19日、東京女子プロレス・両国国技館大会にて、沙希様、マーサ、ユキオ・サンローラン、メイ・サン＝ミッシェルが出場。入場の際には清水愛、KANNA、アズサ・クリスティ、操、世志琥様が帯同した。

## メンバー

### 美威獅鬼軍
- 赤井沙希
- 清水愛
- KANNA

### SIN美威獅鬼軍
- 沙希様
- マーサ

### NEO美威獅鬼軍
- 沙希様
- マーサ
- ユキオ・サンローラン
- メイ・サン＝ミッシェル（2020年11月20日 - ）
- アズサ・クリスティ（2017年12月10日 - 2018年8月4日）
- 操（2019年3月8日 - 2019年12月7日）

## 協力者
- ドクター林
- 世志琥様
- ハコニャック伯夫人

## 関連人物
- ジェネリックマーサ（2020年7月30日）
- ちいさき様（2023年5月25日）
- アントーニャ(仮名)[5]（2023年5月25日）
- 旧姓・沙希様（2023年8月13日）
- クリス・サンローラン（2023年8月13日）

## テーマ曲
薔薇は美しく散る
ピアノソナタ第23番ヘ短調 作品57「熱情」
前説やマイク・パフォーマンスに割り込む際のテーマ曲。
復讐の炎は地獄のように我が心に燃え
2022年3月19日・両国国技館大会の歴代美威獅鬼軍総登場時に使用。

## 合体技
パドドゥ
沙希様とアズサの合体技。沙希様が相手をホイールバローに捕らえたところにアズサがコードブレイカーを叩き込む。
タルト・タタン
沙希様とメイの合体技。メイが沙希様の補助により仕掛ける後方回転式リバースDDT。
ラ・レボルシオン
沙希様とメイの合体技。メイが沙希様の補助により仕掛ける変形のウラカン・ラナ。

## 獲得タイトル
東京女子プロレス
- TOKYOプリンセスタッグ王座
  - 第2代(沙希様＆アズサ・クリスティ)
  - 第5代(沙希様＆操)
  - 第8代(沙希様＆メイ・サン＝ミッシェル)

## 書籍
- フォトブック「バラベルサイユ」(2019年8月25日発売。モデル：沙希様、マーサ、ユキオ・サンローラン、アズサ・クリスティ、操)